# 55 Pandora
55 Pandora este un asteroid din centura principală, descoperit pe 10 septembrie 1858, de George Mary Searle.